# Mount Scott, Alberta
Mount Scott är ett berg i Kanada.   Det ligger i provinsen Alberta, i den centrala delen av landet, 3 100 km väster om huvudstaden Ottawa. Toppen på Mount Scott är 3 296 meter över havet, eller 948 meter över den omgivande terrängen. Bredden vid basen är 18,9 km.
Terrängen runt Mount Scott är varierad.Trakten runt Mount Scott är nära nog obefolkad, med mindre än två invånare per kvadratkilometer.. Det finns inga samhällen i närheten. 
Trakten runt Mount Scott består i huvudsak av gräsmarker.